# (13684) Borbona
(13684) Borbona (1997 QQ2) – planetoida z grupy pasa głównego asteroid okrążająca Słońce w ciągu 5,68 lat w średniej odległości 3,18 j.a. Odkryta 27 sierpnia 1997 roku.